# Liste von Sakralbauten in Wegberg

Wegberg im Kreis Heinsberg

Die Liste von Sakralbauten in Wegberg nennt Kirchen, Kapellen und sonstige Sakralbauten in Wegberg, Kreis Heinsberg.

## Liste
| Name                                | Ortsteil       | Glaubensgemeinschaft                                  | Bauzeit        | Anmerkungen                              | Bild | Geokoordinaten              |
| ----------------------------------- | -------------- | ----------------------------------------------------- | -------------- | ---------------------------------------- | ---- | --------------------------- |
| St. Aldegundis                      | Arsbeck        | rk.                                                   | 15. Jh.        |                                          |      | 51° 8′ 31″ N, 6° 12′ 39″ O  |
| Ortskapelle                         | Arsbeck        | rk. (Pfarrgemeinde St. Adelgundis Arsbeck)            | 1980           |                                          |      | 51° 9′ 4″ N, 6° 12′ 12″ O   |
| St. Vincentius                      | Beeck          | rk.                                                   | 15. Jh.        |                                          |      | 51° 7′ 55″ N, 6° 18′ 22″ O  |
| Brigidakapelle                      | Berg           | rk. (Pfarrgemeinde St. Peter und Paul Wegberg)        | 1870           | Denkmal Nr. 24 Stadt Wegberg             |      | 51° 9′ 15″ N, 6° 16′ 52″ O  |
| Laurentiuskapelle                   | Busch          | rk. (Pfarrgemeinde St. Peter und Paul Wegberg)        | 1860           | Denkmal Nr. 29 Stadt Wegberg             |      | 51° 9′ 13″ N, 6° 17′ 26″ O  |
| St. Rochus (Dalheim-Rödgen)         | Dalheim-Rödgen | rk.                                                   | 1675           |                                          |      | 51° 8′ 42″ N, 6° 11′ 13″ O  |
| Evangelische Erlöserkirche          | Dalheim-Rödgen | ev. (Evangelische Kirchengemeinde Wassenberg-Dalheim) | 1956/57        |                                          |      | 51° 8′ 25″ N, 6° 11′ 24″ O  |
| Kapelle St. Josef                   | Dalheim-Rödgen | rk.                                                   | 1963           |                                          |      | 51° 8′ 39″ N, 6° 10′ 49″ O  |
| Kapelle Schmerzhaften Muttergottes  | Gripekoven     | rk. (Pfarrgemeinde St. Vincentius Beeck)              | 1768           | Denkmal Nr. 44 Stadt Wegberg             |      | 51° 8′ 31″ N, 6° 19′ 26″ O  |
| Wallfahrtskapelle Mariä Heimsuchung | Holtum         | rk.                                                   | 1644           |                                          |      | 51° 7′ 13″ N, 6° 18′ 8″ O   |
| Kapelle St. Katharina               | Isengraben     | rk. (Pfarrgemeinde St. Rochus Rath-Anhoven)           | 19. Jh.        | Denkmal Nr. 52 Stadt Wegberg             |      | 51° 6′ 34″ N, 6° 19′ 2″ O   |
| Kapelle St. Antonius                | Kehrbusch      | rk. (Pfarrgemeinde St. Rochus Rath-Anhoven)           | 1806           | Denkmal Nr. 54 Stadt Wegberg             |      | 51° 6′ 37″ N, 6° 18′ 30″ O  |
| Kapelle Heilig Kreuz                | Kipshoven      | rk. (Pfarrgemeinde St. Vinzenz Beeck)                 | 1492           | Denkmal Nr. 55 Stadt Wegberg             |      | 51° 7′ 49″ N, 6° 19′ 58″ O  |
| Kirche Hl. Familie                  | Klinkum        | rk.                                                   | 1902           |                                          |      | 51° 8′ 9″ N, 6° 15′ 14″ O   |
| Brigida Kapelle                     | Klinkum        | rk.                                                   | 1913           | Denkmal Nr. 63 Stadt Wegberg             |      | 51° 8′ 9″ N, 6° 15′ 14″ O   |
| St. Maternus                        | Merbeck        | rk.                                                   | 1903           |                                          |      | 51° 10′ 22″ N, 6° 14′ 58″ O |
| Wegekapelle am Friedhof             | Merbeck        | rk.                                                   | 1903           | Denkmal Nr. 65 Stadt Wegberg             |      | 51° 10′ 22″ N, 6° 14′ 58″ O |
| Kapelle Maternusstraße              | Merbeck        | rk.                                                   | 1908           | Denkmal Nr. 66 Stadt Wegberg             |      | 51° 10′ 38″ N, 6° 14′ 45″ O |
| Kapelle Hallerstraße                | Merbeck        | rk.                                                   | 1908           | Denkmal Nr. 68 Stadt Wegberg             |      | 51° 10′ 21″ N, 6° 14′ 30″ O |
| Kapelle Ringstraße                  | Merbeck        | rk.                                                   | 1909           | Denkmal Nr. 67 Stadt Wegberg             |      | 51° 10′ 12″ N, 6° 14′ 47″ O |
| Kapelle Kriegerehrenmal             | Merbeck        | rk.                                                   | 1909           | Denkmal Nr. 69 Stadt Wegberg             |      | 51° 10′ 21″ N, 6° 14′ 30″ O |
| Kapelle Hl. Franz von Assisi        | Moorshoven     | rk. (Pfarrgemeinde St. Vincentius Beeck)              | 1746           | Denkmal Nr. 72 Stadt Wegberg             |      | 51° 7′ 42″ N, 6° 19′ 4″ O   |
| St. Rochus                          | Rath-Anhoven   | rk.                                                   | 1830           |                                          |      | 51° 6′ 36″ N, 6° 20′ 9″ O   |
| Kapelle St. Rochus                  | Rath-Anhoven   | rk.                                                   | 19. Jh.        | Denkmal Nr. 75 Stadt Wegberg             |      | 51° 6′ 48″ N, 6° 20′ 4″ O   |
| St. Mariä Himmelfahrt               | Rickelrath     | rk.                                                   | 18. Jh.        |                                          |      | 51° 10′ 7″ N, 6° 17′ 7″ O   |
| Kapelle St. Antonius von Padua      | Schönhausen    | rk. (Pfarrgemeinde St. Vinzenz Beeck)                 | (1854) 1971    | Die alte Kapelle wurde 1969 abgebrochen. |      | 51° 7′ 21″ N, 6° 19′ 10″ O  |
| Kapelle Hl. Leonhard und Georg      | Schwaam        | rk. (Pfarrgemeinde St. Mariä Himmelfahrt Rickelrath)  | 2013           |                                          |      | 51° 10′ 22″ N, 6° 16′ 35″ O |
| Kirche Heilig Geist                 | Tüschenbroich  | rk.                                                   | 1932           |                                          |      | 51° 7′ 7″ N, 6° 15′ 10″ O   |
| Ulrichkapelle                       | Tüschenbroich  | rk. (Pfarrgemeinde Heilig-Geist Tüschenbroich)        | 1640           | Denkmal Nr. 117 Stadt Wegberg            |      | 51° 7′ 6″ N, 6° 15′ 51″ O   |
| Kapelle St. Barbara                 | Uevekoven      | rk. (Pfarrgemeinde St. Peter und Paul Wegberg)        | (1682) 1903/04 | Denkmal Nr. 123 Stadt Wegberg            |      | 51° 7′ 30″ N, 6° 17′ 21″ O  |
| Klara- und Franziskuskapelle        | Watern         | rk. (Pfarrgemeinde St. Peter und Paul Wegberg)        | 1993           |                                          |      | 51° 8′ 1″ N, 6° 16′ 19″ O   |
| St. Peter und Paul                  | Wegberg        | rk.                                                   | 15. Jh.        |                                          |      | 51° 8′ 27″ N, 6° 16′ 41″ O  |
| Evangelische Friedenskirche         | Wegberg        | ev.                                                   | 1953           |                                          |      | 51° 8′ 35″ N, 6° 16′ 48″ O  |
| St. Johann Baptist                  | Wildenrath     | rk.                                                   | 1118           |                                          |      | 51° 7′ 33″ N, 6° 11′ 30″ O  |
| Marienkapelle                       | Wildenrath     | rk.                                                   | 1964           |                                          |      | 51° 7′ 17″ N, 6° 12′ 2″ O   |
| Johanneskapelle                     | Wildenrath     | rk.                                                   | 1873           | Denkmal Nr. 163 Stadt Wegberg.           |      | 51° 7′ 21″ N, 6° 11′ 45″ O  |